# Danielle Carruthers

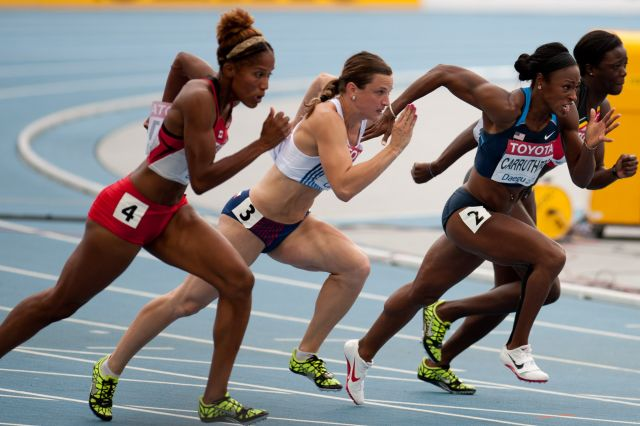
Danielle Carruthers (2.v.r.) bei den Weltmeisterschaften 2011

Danielle Carruthers (* 22. Dezember 1979 in Paducah, Kentucky) ist eine US-amerikanische Hürdenläuferin, deren Spezialstrecke die 100-Meter-Distanz ist.
Als Studentin an der Indiana University Bloomington wurde sie dreimal NCAA-Vizemeisterin: 2001 im Freien über 100 m Hürden und 2002 sowie 2003 in der Halle über 60 m Hürden.
2005 und 2006 wurde sie US-Hallenmeisterin über 60 m Hürden. Bei den Leichtathletik-Hallenweltmeisterschaften 2006 in Moskau wurde sie Vierte über 60 m Hürden.
2011 qualifizierte sie sich als US-Vizemeisterin für die Leichtathletik-Weltmeisterschaften in Daegu, wo sie die Silbermedaille gewann.
Danielle Carruthers wird von Rana Reider trainiert.

## Persönliche Bestzeiten
- 60 m (Halle): 7,26 s, 24. Februar 2002, University Park
- 100 m: 11,43 s, 19. Mai 2001, Bloomington
- 50 m Hürden (Halle): 6,90 s, 10. Februar 2009, Liévin
- 60 m Hürden (Halle): 7,88 s, 11. März 2006, Moskau
- 100 m Hürden: 12,47 s, 3. September 2011, Daegu